# Bildhauerfamilie Zürn
Die Bildhauerfamilie Zürn war eine oberschwäbische Künstlerfamilie des 16. und 17. Jahrhunderts, die unter anderem in Aulendorf, Waldsee und Überlingen tätig war.

## Mitglieder der Bildhauerfamilie Zürn
- Hans Zürn der Ältere (* zw. 1555 und 1560; † nach 1631)
  - Jörg Zürn (* um 1583; † zwischen 1635 und 1638)
  - Hans Zürn der Jüngere (* um 1585; † nach 1624)
  - Martin Zürn (um 1590–nach 1665)
  - Michael Zürn der Ältere (um 1590–nach 1651)
  - Hans Jacob Zürn (um 1590–1640er?)
  - David Zürn I. (1598?–1666)
    - Franz Zürn der Ältere (1630–1707)
      - Franz Zürn der Jüngere (vor 1661–nach 1714)
      - Anton Zürn (1661–?)
      - Udalrich Zürn (1663–?)
      - David Zürn III. (1665–nach 1724)

    - Abraham Zürn (1637–nach 1677)
    - Sebastian Zürn (1642–1668)
    - David Zürn II. (1646–nach 1681)
    - Georg Zürn (1652–?)
    - Michael Zürn der Jüngere (1654–1698)